# Cmentarz wojenny w Wysokim Kole
Cmentarz wojenny w Wysokim Kole – cmentarz z okresu I wojny światowej znajdujący się w powiecie kozienickim, w gminie Gniewoszów. Cmentarz usytuowany jest około pół kilometra na południowy wschód od wsi przy drodze nr 738. Ma kształt prostokąta o powierzchni o wymiarach około 45 na 50 m. Teren cmentarza częściowo otoczony jest obecnie niewielkim symbolicznym ogrodzeniem. 
Na cmentarzu pochowana jest nieznana liczba (szacunkowo kilkuset) żołnierzy austriackich, rosyjskich i niemieckich poległych w dniach 22-26 października 1914 roku w czasie ciężkich walk toczonych w okolicach twierdzy Dęblin. Pochowano tu także niemieckich żołnierzy Landwery poległych w czasie ofensywy w lipcu 1915 roku. Ciała były pochowane we wspólnych grobach, niestety nie zachowała się szczegółowa dokumentacja.
W latach 2004 i 2006 cmentarz uporządkowano i zrekonstruowano.